# 史宗周
史宗周（1902年7月9日—1984年8月30日），字夢蓮。河南省杞縣人。民國37年（1948年）在河南省第一選區當選第一屆立法委員。

## 生平[1][2][3][4][5]
- 民國九年負笈開封入河南省立商科學校
- 國立西北大學，轉入河南大學中國文學系畢業
- 開封私立中國中學兼訓育主任
- 河南民國日報主筆
- 杞縣縣議會議長
- 河南省議會省議員
- 中國國民黨河南省黨部委員
- 靜宜女子文理學院、中興大學敎授
- 民國七十三年八月三十日凌晨二時，卒於臺北空軍總醫院[6]